# Placid et Muzo
Pour les articles homonymes, voir Placid (homonymie) et Muzo.
 (mai 2008).
Si vous disposez d'ouvrages ou d'articles de référence ou si vous connaissez des sites web de qualité traitant du thème abordé ici, merci de compléter l'article en donnant les références utiles à sa vérifiabilité et en les liant à la section « Notes et références ».
Placid et Muzo est une série de bande dessinée en gags courts mettant en scène des animaux anthropomorphes, avec comme personnages principaux les éponymes Placid et Muzo, un ours brun et un renard roux qui sont amis proches mais ont une relation conflictuelle.

## Historique de la série
La série a été créée en 1946 par José Cabrero Arnal (dessin) et Pierre Olivier (texte), avant d'être reprise par Jacques Nicolaou puis  par Michel Motti dans les années 1980. Initialement parue dans le journal Vaillant puis dans Pif Gadget, elle a eu des éditions de poche mensuelles dans les années 1980. La série est présente dans la nouvelle version du journal Pif Gadget parue entre 2004 et 2008. De 2015 à 2017, Placid et Muzo sont présents également dans le magazine Super Pif avec deux séries : l'une dessinée par Netch et scénarisée par François Corteggiani, et l'autre dessinée par Mircea Arapu et scénarisée selon les numéros par Arapu lui-même, Isabelle Bottier, François Corteggiani ou Herlé.

### Période Arnal
La période Arnal, qui débute avec la première planche publiée le 16 mai 1946 (intitulée Muzo et Placid !), et jusqu'à la fin des années 1950 - est la seule reconnue par les premiers lecteurs de Vaillant, tant par la qualité du dessin que par la bonhomie des gags[réf. nécessaire]. Dès le début de cette période, la série obtient un grand succès. Elle s'impose comme la locomotive de Vaillant, figurant en couverture à partir de mai 1946. Les deux personnages figurent sur les bulletins d'abonnement et publicités du journal, qui met en vente un insigne Placid et Muzo.
Placid est alors plus grand que Muzo. Il n'est vêtu que d'un pantalon rouge soutenu par une seule bretelle blanche qui barre son torse nu, noir comme le dessus de sa tête. Muzo a déjà sa salopette bleue qu'il porte, lui aussi à même le corps. Ni l'un ni l'autre ne porte de chaussures.
Plus tard, toujours chez Arnal, Placid porte un gilet à boutons et un pantalon (le gilet est jaune ou vert, le pantalon rouge). À diverses occasions, ils peuvent être costumés de différentes manières (veste et pantalon, manteau, imperméable, short, costumes de carnaval ou de théâtre etc.)
Gravitent autour d'eux des personnages anthropomorphiques les plus divers en aspect et en taille : chiens surtout, mais aussi chèvres, chevaux, singes, éléphants, hippopotames, rhinocéros, autruches, etc. Chacun peut être à lui seul un gag visuel, tel cet automobiliste autruche dont le cou traverse le toit de sa voiture.
Dès le début de la série apparaît le bandit Bulldog, un loup, puis le gorille Grosses Narines. Plus tard arriveront le Professeur Grostalent, génial inventeur mais qui peut aussi propulser les deux compères à travers le temps (passé ou futur), et le frère de Muzo, sans nom mais en costume et lunettes, père des jumeaux que Muzo appelle simplement « mes neveux » et qui font les pires bêtises, surtout aux dépens de Placid.
Plusieurs oncles figurent aussi parmi leurs connaissances, même si on ne les voit qu'à travers un portrait accroché au mur : Cornebif dont ils dévastent la maison en prétendant la garder, K. Rabine, chasseur invétéré qui leur expédie d'Afrique les animaux les plus encombrants, Tom qui souhaite bon anniversaire à Placid avec une bombe, Bellemine, chercheur d'or qui apparaît avec sa pioche à travers le plancher.
Parfois même Arnal apparaît personnellement dans la planche pour invectiver nos deux héros qui ne respectent pas les cadres de ses cases.

### Les périodes postérieures
Jacques Nicolaou reprend les personnages de Placid et Muzo en 1958. Il scénarise et dessine leurs aventures durant près de 30 ans dans Vaillant, puis dans Pif Gadget ainsi que dans Placid et Muzo Poche. La série connaît grâce à lui un succès colossal, et ces personnages deviennent parmi les plus populaires des publications Vaillant. Arnal «pour lui montrer son affection, lui offrira son matériel de dessinateur, ce que Nicolaou refusera, estimant le cadeau trop beau.»
Les personnages des périodes postérieures sont les suivants :
- Placid : un ours noir corpulent portant un gilet à boutons et un pantalon dans les premières planches de Nicolaou. Il portera ensuite un polo. Il est très gourmand, voire goinfre, et aussi paresseux. C'est en général Placid qui joue le rôle du nigaud, mais il sait parfois se montrer plus fin que Muzo.
- Muzo : un renard portant une salopette. Il adoptera également le polo dans les histoires ultérieures. Muzo est généralement plus « sérieux » que Placid et se montre autoritaire avec lui, le forçant par exemple à travailler ou à faire un régime. Il se considère comme rusé, mais n'a pas souvent le dernier mot.
- Riri et Fifi[6] : ce sont les neveux de Muzo. Ils apparaissent parfois dans leurs aventures. Ils ressemblent à leur oncle en version miniature. Ils sont plutôt malins et débrouillards mais sont régulièrement les victimes de la pingrerie de leurs oncles.
- Tib : le neveu de Placid. Personnage inventé par Jacques Nicolaou[7]. Ours également, de la famille des pandas. Tib se démarque en tant que bricoleur de génie doublé d'un intellectuel, toujours le nez dans les livres.
- Les parents de Tib : deux pandas. Le père est corpulent comme Placid, la mère est mince.  Ils préfèreraient voir leur fils jouer dehors plutôt qu'étudier éternellement. Ils ne sont apparus que dans quelques numéros de Tib Poche.
- Mecton : il semble être un chien. C'est un ami de Placid et Muzo. Il est de tempérament amical, paresseux et plutôt profiteur.
- Le professeur Grostalent : c'est un inventeur portant des lunettes rondes, vêtu parfois d'une blouse et d'un chapeau tordu, qui apparait ponctuellement dans les aventures de Placid et Muzo, même si on ne voit que rarement le fruit de ses inventions. Il est représenté sous la forme d'un chien (un caniche ?) avec des favoris.
- Pif : n'est apparu que dans une seule planche de Placid et Muzo poche.
- Le frère de Muzo : intervient dans une planche également. Il ressemble à Muzo mais il est plus poilu et ne porte aucun vêtement.
- Monsieur et Madame tout-le-monde : il s'agit de personnages humains qui interviennent ponctuellement pour étoffer les histoires.

## Histoires
Les histoires sont courtes, faciles à lire, adaptées à un jeune public. Les jeux de mots sont courants (par exemple, l'expression : « Je fais le pont » peut être utilisée dans le sens des vacances et de la construction d'un pont).
Dans la version poche, les aventures de Placid et Muzo étaient thématiques : chaque mois, le lecteur pouvait retrouver ses héros dans un contexte précis (facteurs, réparateurs en tout genre, vétérinaires, dans l'espace, etc). 
Lorsque l'inspiration lui faisait défaut, Nicolaou écrivait le même gag à plusieurs reprises dans un contexte légèrement modifié. 

## Influences
- Deux auteurs contemporains de bande dessinée utilisent ces noms comme pseudonymes : Placid et Muzo.
- Dans la série d'animation Fantômette (2000), le chien de Ficelle et Boulotte ressemble à une réplique miniature de Placid.
- Dans la troisième édition du jeu post-apocalyptique Bitume, les Cro-Mags, une tribu primitive qui tient Pif Gadget pour son livre saint, a pour dieux Placid et Muzo.